# Alexander Iwanowitsch Schtschagin
Alexander Iwanowitsch Schtschagin (russisch Александр Иванович Щагин; * 19. August 1898 in Poljanki, Gouvernement Rjasan, Russisches Kaiserreich; † 28. April 1959 in Moskau) war ein sowjetischer Theater- und Film-Schauspieler.

## Leben und Leistungen

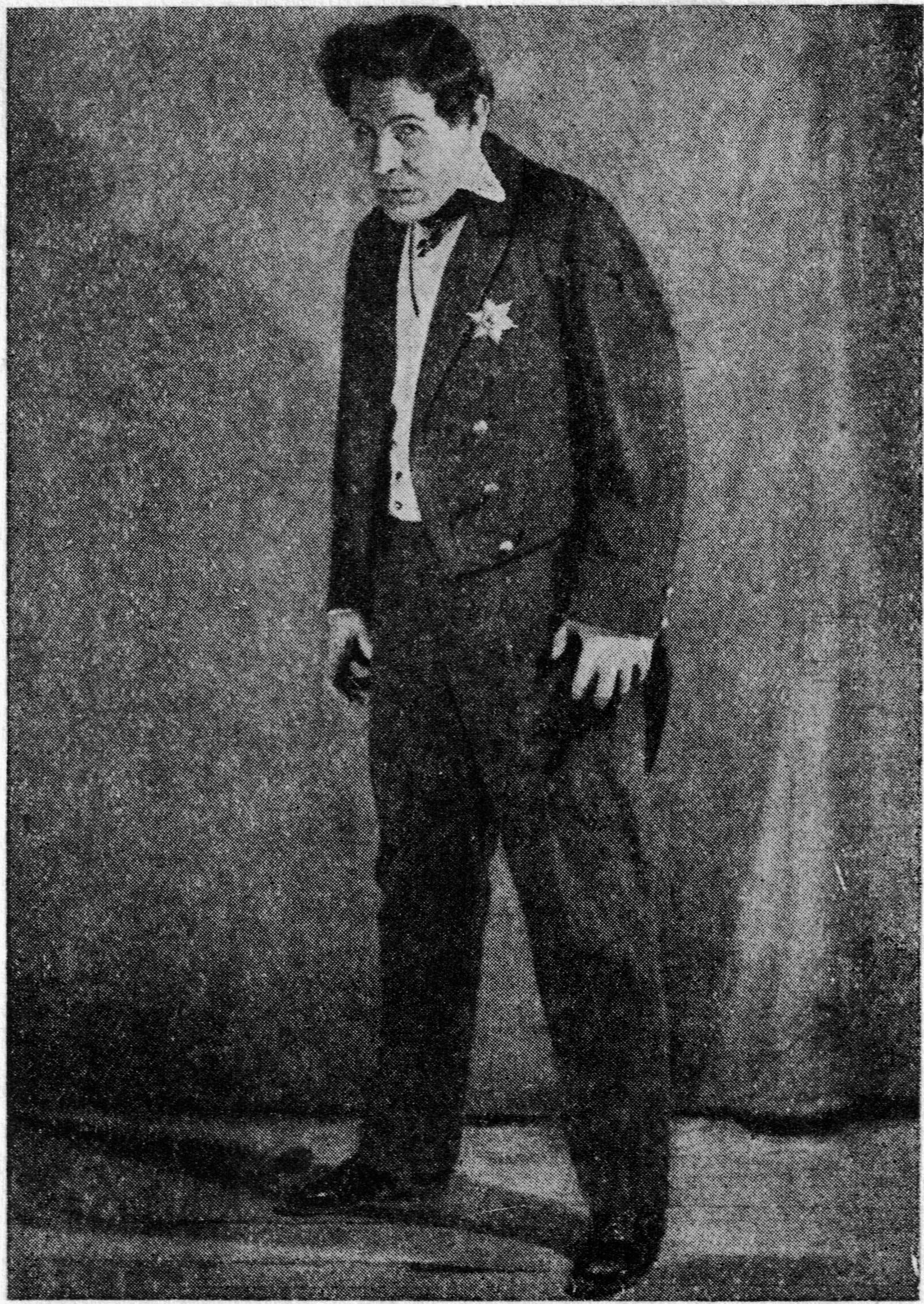
Schtschagin in Ein einträglicher Posten (1934) am Theater der Revolution

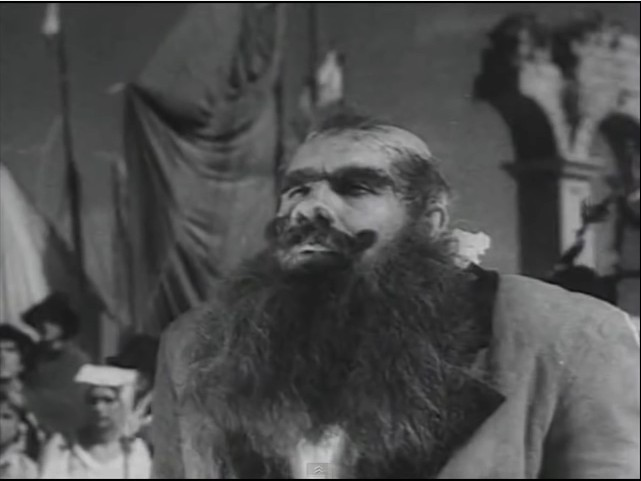
Schtschagin in Das goldene Schlüsselchen (1939)

Schtschagin besuchte bis 1915 die Schule und danach für ein Jahr die Schanjawski Universität. Parallel dazu begann er 1915 beim Moskauer Postamt im Bereich Telegrafie zu arbeiten. Von 1918 bis 1921 diente Schtschagin in der Roten Armee. Zunächst nahm er dort bis 1919 an einem Kurs über Elektrotechnik teil und war danach für ein Jahr im Rahmen administrativer Funktionen in Moskau, Hrodno, Moschaisk und Smolensk aktiv. Von 1920 bis 1921 wirkte er letztlich als stellvertretender Leiter der militärischen Abteilung innerhalb der Kommunistischen Partei Russlands (B), der er seit November 1918 angehörte. Von 1925 bis 1927 war Schtschagin außerdem Mitglied des Revisionskomitees der Künstlergewerkschaft.
Sein schauspielerisches Wirken begann 1919 beim Theater der Roten Armee. Nach der Demobilisierung 1921 besuchte Schtschagin für vier Jahre das Staatliche Institut für Theaterkunst. Hier trat er u. a. in Alexander Ostrowskis Ein einträglicher Posten auf. Von 1925 bis 1944 war Schtschagin am Theater der Revolution (ab 1943 Moskauer Dramatheater) beschäftigt, ehe er nach einem einjährigen Engagement beim Zentralen Kindertheater 1946 vom Moskauer Theater für Drama und Komödie verpflichtet wurde und dort bis zu seinem Tod verblieb.  Der dunkelhaarige Mime spielte hier u. a. in Каширская старина (Kaschirskaja starina, 1950) von Dmitri Wassiljewitsch Awerkijew, in einer Adaption von Jaroslaw Halans Unter dem Steinadler sowie in Ostrowskis Der Spaßmacher (beide 1951).
Sein Filmdebüt gab Schtschagin 1939 als Antagonist in Alexander Ptuschkos Das goldene Schlüsselchen (1939). Es sollte zugleich seine einzige Hauptrolle vor der Kamera bleiben. Er war danach noch als Partisan in dem Kriegsfilm Боевой киносборник № 11 - Сто второй километр (Bojewoi kinosbornik № 11 - Sto wtoroi kilometr, 1942), in der Rolle eines Dieners in der Tschechow-Verfilmung Свадьба (Swadba, 1944), als Adliger in Lied der Heimat (1952) sowie als Polizist in Der Revisor (Ревизор, 1952) nach Nikolai Gogol zu sehen. In den 1950er Jahren war er außerdem an drei Animationsfilmen als Synchronsprecher beteiligt.
Schtschagin trug seit dem 4. Dezember 1958 den Titel Verdienter Künstler der RSFSR. Er starb 60-jährig in Moskau und wurde auf dem Wagankowoer Friedhof beigesetzt.

## Filmografie
- 1939: Das goldene Schlüsselchen (Solotoi kljutschik)
- 1942: Боевой киносборник № 11 - Сто второй километр (Bojewoi kinosbornik № 11 - Sto wtoroi kilometr)
- 1944: Свадьба (Swadba)
- 1952: Lied der Heimat (Kompositor Glinka)
- 1952: Der Revisor (Ревизор)
- 1953: Крашеный лис (Krascheny lis) (Animationsfilm)
- 1955: Снеговик-почтовик (Snegowik-potschtowik) (Animationsfilm)
- 1959: Легенда о завещании мавра (Legenda o saweschtschanii mawra) (Animationsfilm)